# Marie-Helene Östlund
Marie-Helene Östlund (* 14. Mai 1966 in Ed, Sollefteå als Marie-Helene Westin) ist eine ehemalige schwedische Skilangläuferin.

## Werdegang
Ihr internationales Debüt gab Westin, die für den Verein Sollefteå SK und später für den Verein Hudiksvalls IF startete, im Rahmen des Skilanglauf-Weltcups am 15. März 1986 in Oslo. Mit Rang sechs lief sie dabei auf Anhieb unter die besten zehn und sammelte erste Weltcup-Punkte. Auch zu Beginn der Saison 1986/87 in Ramsau am Dachstein, Val di Sole, Cogne und Calgary gelangen ihr gute Top-10-Resultate.
Bei den folgenden Nordischen Skiweltmeisterschaften 1987 in Oberstdorf belegte Westin im Einzelrennen über 10 km den fünften Platz. Auch über 5 km lief Östlund als Fünfte ins Ziel. Im 20-km-Einzelrennen gewann Westin überraschend die Goldmedaille. Gemeinsam mit Magdalena Wallin, Karin Lamberg-Skog und Annika Dahlman sicherte sie sich zudem die Bronzemedaille in der 4 × 10-km-Staffel.
Für diese Leistung wurde sie später mit der Svenska-Dagbladet-Goldmedaille geehrt und gewann den Radiosportens Jerringpris. Zudem sicherte sich Westin mit dem Weltmeistertitel auch ihren ersten Weltcup-Sieg, da das Rennen zum offiziellen Skilanglauf-Weltcup zählte. Zum Saisonende gelang ihr in Kavgolovo als Dritter erneut ein Podestplatz.
Ihre erfolgreichste Saison bestritt Westin mit der Saison 1987/88. So wurde sie in den Weltcups in Reit im Winkl und Toblach jeweils Dritte. Bei den folgenden Olympischen Winterspielen 1988 in Calgary blieb sie ohne Medaille, lief aber in allen Disziplinen unter die besten zehn. Mit der Staffel lief sie auf Rang sechs. Wenig später gewann Westin das letzte Weltcuprennen in Rovaniemi und beendete damit die Saison auf Rang zwei der Weltcup-Gesamtwertung. Es blieb ihr erster und einziger Weltcup-Sieg.
Bei den Nordischen Skiweltmeisterschaften 1989 in Lahti blieb Westin ohne eine Medaille. Über 10 km im klassischen Stil belegte sie Rang 13, bevor sie über 10 km im freien Stil den 14. Platz erreichte. Im 30-km-Einzellauf kam Westin als neunter ins Ziel.
Im Januar 1991 lief Westin über 15 km in Klingenthal als Zweite erneut aufs Podium in einem Weltcup-Rennen. Bei den folgenden Nordischen Skiweltmeisterschaften 1991 im Val di Fiemme gewann Westin die Silbermedaille über 10 km im freien Stil. Nach einem weiteren erfolgreichen Jahr im Weltcup, in dem Westin bei allen Rennen Top-10-Platzierungen erreichte, startete die Schwedin in Albertville zu ihren zweiten Olympischen Winterspielen 1992. Nach durchwachsenen Einzelresultaten belegte sie gemeinsam mit Carina Görlin, Magdalena Forsberg und Karin Säterkvist den siebenten Platz in der 4 × 10-km-Staffel.
1993 heiratete sie den schwedischen Skilangläufer Erik Östlund und trat fortan als Marie-Helene Östlund an.
Nach einem weiteren eher schwachen Jahr kam Östland zum Ende der Saison 1993/94 wieder zurück auf die Erfolgsspur. So landete sie über 5 km in Thunder Bay als Siebente wieder unter den besten zehn. Auch zum Beginn der Skilanglauf-Weltcup 1994/95 überzeugte Östlund erneut als gute Top-10-Läuferin.
Bei den Nordischen Skiweltmeisterschaften 1995 in Thunder Bay blieb Östlund im Einzel ohne Medaillenchance, konnte aber mit der Staffel noch einmal die Bronzemedaille gewinnen, bevor sie schließlich am Ende der Saison ihre aktive Karriere beendete.
Östland ist die Schwester von Håkan Westin.

## Weltcupsiege im Einzel
| Nr. | Datum            | Ort        | Disziplin                        |
| --- | ---------------- | ---------- | -------------------------------- |
| 1.  | 20. Februar 1987 | Oberstdorf | 20 km Freistil Individualstart 1 |
| 2.  | 27. März 1988    | Rovaniemi  | 10 km Freistil Individualstart   |

## Platzierungen im Weltcup

### Weltcup-Statistik
Die Tabelle zeigt die erreichten Platzierungen im Einzelnen.
- 1.–3. Platz: Anzahl der Podiumsplatzierungen
- Top 10: Anzahl der Platzierungen unter den ersten zehn
- Punkteränge: Anzahl der Platzierungen innerhalb der Punkteränge
- Starts: Anzahl gelaufener Rennen in der jeweiligen Disziplin
- Hinweis: Bei den Distanzrennen erfolgt die Einordnung gemäß FIS.

| Platzierung         | Distanzrennen a | Distanzrennen a | Distanzrennen a | Distanzrennen a | Distanzrennen a | Skiathlon Verfolgung | Sprint | Etappen- rennen b | Gesamt | Team c | Team c  |
| Platzierung         | ≤ 5 km          | ≤ 10 km         | ≤ 15 km         | ≤ 30 km         | > 30 km         | Skiathlon Verfolgung | Sprint | Etappen- rennen b | Gesamt | Sprint | Staffel |
| ------------------- | --------------- | --------------- | --------------- | --------------- | --------------- | -------------------- | ------ | ----------------- | ------ | ------ | ------- |
| 1. Platz            |                 | 1               |                 | 1               |                 |                      |        |                   | 2      |        |         |
| 2. Platz            |                 | 1               | 1               |                 |                 |                      |        |                   | 2      |        |         |
| 3. Platz            | 2               | 1               | 1               | 1               |                 |                      |        |                   | 5      |        |         |
| Top 10              | 11              | 9               | 10              | 4               |                 | 2                    |        |                   | 36     |        |         |
| Punkteränge         | 18              | 19              | 11              | 8               |                 | 3                    |        |                   | 59     |        |         |
| Starts              | 19              | 19              | 11              | 8               |                 | 3                    |        |                   | 60     |        |         |
| Stand: Karriereende |                 |                 |                 |                 |                 |                      |        |                   |        |        |         |

### Weltcup-Gesamtplatzierungen
| Saison  | Platz | Punkte |
| ------- | ----- | ------ |
| 1985/86 | 28.   | 10     |
| 1986/87 | 4.    | 85     |
| 1987/88 | 2.    | 92     |
| 1988/89 | 27.   | 19     |
| 1989/90 | 11.   | 46     |
| 1990/91 | 4.    | 112    |
| 1991/92 | 8.    | 56     |
| 1992/93 | 16.   | 176    |
| 1993/94 | 20.   | 141    |
| 1994/95 | 13.   | 268    |